# 4100 Sumiko
4100 Sumiko è un asteroide della fascia principale. Scoperto nel 1988, presenta un'orbita caratterizzata da un semiasse maggiore pari a 3,0094525 UA e da un'eccentricità di 0,1056652, inclinata di 11,12941° rispetto all'eclittica.